# Alexander Wiktorowitsch Korschunow

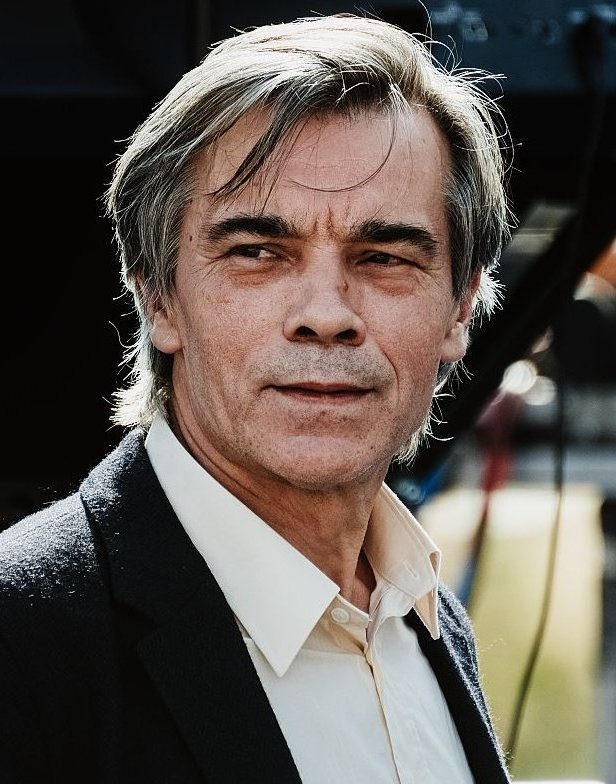
Alexander Wiktorowitsch Korschunow

Alexander Wiktorowitsch Korschunow (russisch Александр Викторович Коршунов, wiss. Transliteration Aleksandr Viktorovič Koršunov; * 11. Februar 1954 in Moskau, RSFSR, Sowjetunion) ist ein russischer Theater- und Filmschauspieler, Theaterregisseur, Leiter des Maly-Theaters und Schauspiellehrer.

## Leben
Korschunow entstammt einer Schauspielerfamilie und ist der Sohn des Schauspielers Wiktor Iwanowitsch Korschunow (1929–2015) und der Schauspielerin, Regisseurin und Leiterin des Sphere Theaters Jekaterina Iljinitschna Jelanskaja (1929–2013). Er absolvierte die Moskauer Kunsttheaterschule im Jahr 1975. Im selben Jahr wurde er in das Ensemble des Moskauer New Drama Theatre aufgenommen. Ab der Gründung des Sphere Theaters 1981 trat er auch auf dessen Bühnen auf, parallel dazu war er als Schauspieler und Regisseur am Maly-Theater tätig, dessen Direktor er seit 1984 ist. Seit 1996 ist er als Schauspiellehrer am Higher Theatre School tätig. Seit April 2014 ist er Chefdirektor des Moskauer Dramatheaters Sphere.
Er ist außerdem seit 1980 durch seien Rolle in dem Fernsehfilm Klyuch als Filmschauspieler tätig und wirkte an Filmen wie Sturm auf Festung Brest, Die Zeit der Ersten oder Grenzgänger – Zwischen den Zeiten.

## Filmografie (Auswahl)
- 1980: Klyuch (Ключ) (Fernsehfilm)
- 1981: When the Whales Leave (Kogda ukhodyat kity/Когда уходят киты) (Fernsehfilm)
- 1982: A Painter’s Wife Portrait (Portret zheny khudozhnika/Портрет жены художника)
- 1982: Liebe auf den zweiten Blick (Ne mogu skazat ‘proshchay‘/Не могу сказать «прощай»)
- 1984: Double Passing (Dvoynoy obgon/Двойной обгон)
- 1986: Dopolnitelnyy pribyvaet na vtoroy put (Дополнительный прибывает на второй путь)
- 2005: Melyuzga (Мелюзга)
- 2005: The Greenhouse Effect (Parnikovyy effekt/Парниковый эффект)
- 2007: Zaveshchanie Lenina (Завещание Ленина) (Mini-Serie, 11 Episoden)
- 2008: Wildes Feld (Dikoe pole/Дикое поле)
- 2009: Pete on the Way to Heaven (Petya po doroge v Tsarstvie Nebesnoe/Петя по дороге в Царствие Небесное)
- 2009: Golubka (Голубка)
- 2009: Moskovskiy dvorik (Московский дворик) (Fernsehserie)
- 2010: Sturm auf Festung Brest (Brestskaja krepost/Брестская крепость)
- 2011: Pechorin (Печорин)
- 2011: Yalta-45 (Ялта-45) (Mini-Serie, Episode 1x01)
- 2012: ChS [Chrezvychaynaya situatsiya] (ЧС. [Чрезвычайная ситуация]) (Fernsehserie)
- 2013: Inkassatory (Инкассаторы) (Mini-Serie)
- 2013: Tretya mirovaya (Третья мировая) (Fernsehserie)
- 2014: Durak – Der ehrliche Idiot (Durak/Дурак)
- 2015: The Territory (Territoriya/Территория)
- 2017: Die Zeit der Ersten (Vremya pervykh/Время первых)
- 2018: Grenzgänger – Zwischen den Zeiten (Rubezh/Рубеж)
- 2020: Zelyonyy furgon. Sovsem drugaya istoriya (Зелёный фургон. Совсем другая история) (Mini-Serie)
- 2020: The Cathedral (Sobor/Собор) (Fernsehserie, 12 Episoden)